# El Golfet
El Golfet, o el Gou, és una badia del sector litoral del municipi del Port de la Selva (Alt Empordà), situada al Parc Natural del Cap de Creus, entre el Cap Gros a ponent i la punta dels Farallons del Golfet a llevant. És un dels llocs més emblemàtics de la Mar d'Amunt. És una badia ampla, al seu interior hi ha la Cala Galera, amb alguns illots davant, la petita Cala Talabre i al fons cala Tavellera -profunda, on desguassa la riera del mateix nom-, el cap del Ravener, les penyes Roges i cala Prona.
Al segle XVI es construí la torre de Sant Baldiri, a la vall del torrent de la Galera, a la zona nord del massís del cap de Creus, per a vigilar l'accés marítim pel Gou.